# 인도차이나돼지사슴
인도차이나돼지사슴(Axis annamiticus 또는 Hyelaphus annamiticus)은 사슴의 일종이다. 캄보디아와 라오스 그리고 중화인민공화국, 베트남에서 발견된다. 타이에서는 멸종되었다. 돼지사슴의 아종(A. a. annamiticus)으로 간주하기도 한다.